# Emma Madsen
Emma Madsen (født 18. november 1988) er en tidligere dansk fodboldspiller, som spillede størstedelen af sin karriere i Brøndby IF.
Med Brøndby blev hun bl.a. danske pokalmestre 13. maj 2010 efter en kamp mod Skovbakken IF, hvor hun med sit mål til 2-0 var medvirkende til, at holdet vandt pokalen.
I 2013 blev hun hentet ind i EM-truppen efter afbud fra Sanne Troelsgaard.
Emma Madsen valgte at stoppe karrieren i 2015 efter en række skader.

## Hæder

### Klub
Brøndby IF
Vinder
- Elitedivisionen: 2010–11, 2011–12, 2012–13
- DBUs Landspokalturnering for kvinder: 2010–11, 2011–12, 2012–13